# 중성자별의 최후
중성자별의 최후는 중성자별들의 죽음을 의미한다. 중성자별의 형태, 환경 등의 조건에 따라 다르게 나타난다.

## 종류 및 형태

### 중력 붕괴
'검은과부거미 펄사'처럼 중성자별이 주위의 물질을 빨아들이는 경우가 있는데, 이것이 지속되어 한계를 넘으면 중력 붕괴를 일으켜 블랙홀이 된다.

### 블랙홀에 빨려 들어감
블랙홀에 빨려들 경우 붕괴되어 소멸(또는 특이점 질량의 일부로 흡수)한다. 중력파 관측으로 발견이 가능하다.

### 킬로노바
중성자별 두 개가 서로 접근할 경우, 두 중성자별은 서로의 중력에 사로잡혀 공전하다가 점점 거리를 좁히며, 마지막에는 빛에 가까운 속도로 회전하다가 서로 충돌하는데, 이후 두 별은 붕괴되어 블랙홀이 된다. 이 과정에서 지구 질량의 수 배에 달하는 금이 생성되며, 그 외의 무거운 원소들 또한 대량으로 생성된다. 이것은 감마선 폭발의 원인 중 하나라고 하며, 2017년 8월, 중력파 관측을 통해 동시에 두 중성자별의 충돌로 생기는 킬로노바를 관측 할 수 있었다.

### 적색 거성에 흡수됨
드물지만 주계열성과 가까이에서 공전하는 경우 별이 적색 거성이 되면서 중성자별이 흡수되는 경우가 있는데 이 경우 적색 거성의 내부에 들어온 중성자별이 천천히 중심으로 빨려 들어간다. 최후에는 적색 거성의 핵과 충돌하는데 만약 중성자별 질량의 상한선(TOV 한계)을 넘으면 블랙홀이 되지만 그렇지 않을 경우 중성자별이 핵을 대체하는 손·지트코프 천체(Thorne–Żytkow object)로 진화한다. 이 경우 일반적인 적색 거성과는 달리 중원소가 다량 포함된 스펙트럼이 관측되며, 중심핵이 된 중성자별이 계속해서 중력파를 방출하므로 현재의 관측 기술로도 구별할 수 있다고 한다.

### 초신성 폭발
양성자 붕괴가 있을 경우 질량을 잃다가 일정 한계 치 이하로 내려가면 중성자들의 축퇴가 일제히 풀림과 동시에 폭발하여 소멸할 것으로 예상된다. 이 별에 잡힌 입자가 밖으로 나갈 수 있는 사실상 유일한 경우이다.

### 기타 사유
양성자 붕괴가 없다면 매우 긴 시간에 걸쳐 양자 터널링 현상으로 인해 서서히 압축되어 결국 블랙홀로 붕괴할 것으로 예측된다.